# 近見村
近見村（ちかみむら）は、愛媛県越智郡にあった村である。1933年（昭和8年）に今治市に編入され、自治体としては消滅した。現在の今治市の市街地の北部に位置する。

## 地理
今治平野の北部。東は燧灘に面している。
村名の由来
近見の名はすでに室町時代の古文書に見える。
山
近見山、糸山
川
浅川

## 歴史
近世
今治藩領。
近代
大正時代以降、繊維工業関係の工場が今治から進出した。
大正9年の今治市成立以来、近郊として発展した。

### 村の沿革
- 1889年（明治22年）12月15日 - 町村制施行に伴い越智郡石井、大新田、大浜の3か村が合併して近見村が成立。
- 1933年（昭和9年）2月11日 - 今治市に編入され、自治体としては消滅した。

```
近見村の系譜
（町村制実施以前の村）　（明治期）　　　　　　　　　（昭和の合併）　（平成の合併）
　　　　　　　　　　　　町村制施行時
　　　　　　　　　　　　　　　　　う　　え　お　か　き　く
　　　　　　　　　　　今治町━━今治市━┳━┳━┳━┳━┳━━━━┓
　　　　　　　　　　　　　　　　　┃　　┃　┃　┃　┃　┃　　　　┃
　　　　　　　　　　　日吉村━━━┛　　┃　┃　┃　┃　┃　　　　┃
石井　　━━━┓　　　　　　　　　　　　┃　┃　┃　┃　┃　　　　┃
大新田　━━━╋━━━近見村━━━━━━┛　┃　┃　┃　┃　　　　┃
大浜　　━━━┛　　　　　　　　　　　　　　┃　┃　┃　┃　　　　┃
　　　　　　　　　　　立花村━━━━━━━━┛　┃　┃　く　　　　┃
　　　　　　　　　　　桜井村━桜井町━━━━━━┫　┃　　　　　　┃
　　　　　　　　　　　　　　　い　　　　　　　　┃　┃　　　　　　┃
　　　　　　　　　　　富田村━━━━━━━━━━┫　┃　　　　　　┃
　　　　　　　　　　　清水村━━━━━━━━━━┫　┃　　　　　　┃
　　　　　　　　　　　日高村━━━━━━━━━━┫　┃　　　　　　┃
　　　　　　　　　　　乃万村━━━━━━━━━━┫　┃　　　　　　┃
　　　　　　　　　　　　　　　　　　　　　　　　┃　┃　　　　　　┃平成17年1月16日
　　　　　　　　　　　波止浜村━━波止浜町━━━┛　┃　　　　　　┃新設合併
　　　　　　　　　　　　　　　　　　あ　　　　　　　┃　　　　　　┣今治市
　　　　　　　　　　　　　　　　　　　　　　　　　　┃　　　　　　┃
　　　　　　　　　　　　　　　　　　　　吉海町━━━┻━━━━━━┫
　　　　　　　　　　　　　　　　　　　　　　　　　　　　　　　　　┃
　　　　　　　　　　　　　　　　　　　　　　　　　　　　く┃　　　┃
　　　　　　　　　　　　　　　　　　　　波方町━━━━━━┻━━━┫
　　　　　　　　　　　　　　　　　　　　朝倉村━━━━━━━━━━┫
　　　　　　　　　　　　　　　　　　　　玉川町━━━━━━━━━━┫
　　　　　　　　　　　　　　　　　　　　大西町━━━━━━━━━━┫
　　　　　　　　　　　　　　　　　　　　菊間町━━━━━━━━━━┫
　　　　　　　　　　　　　　　　　　　　宮窪町━━━━━━━━━━┫
　　　　　　　　　　　　　　　　　　　　伯方町━━━━━━━━━━┫
　　　　　　　　　　　　　　　　　　　　上浦町━━━━━━━━━━┫
　　　　　　　　　　　　　　　　　　　　大三島町━━━━━━━━━┫
　　　　　　　　　　　　　　　　　　　　関前村━━━━━━━━━━┛

あ – 明治41年1月1日 波止浜村が町制施行、波止浜町に
い – 大正6年10月1日 桜井村が町制施行、桜井町に
う – 大正9年2月11日 今治市、日吉村と合併、市制施行
え – 昭和8年2月11日 今治市が近見村を編入
お – 昭和15年1月1日 今治市が立花村を編入
か – 昭和30年2月1日 今治市が桜井町、富田村、清水村、日高村、乃万村を編入
き – 昭和30年8月1日 境界変更により吉海町より馬島を今治市へ編入
く – 昭和35年5月1日 境界変更により波方町大字大浦の一部を今治市へ編入

（注記）近見村以外の合併以前の系譜はそれぞれの市町村の記事を参照のこと。

```

## 地域
合併成立前の旧3か村がそのまま大字となった。
石井（いしい）、大新田（おおしんでん）、大浜（おおはま）
役場は大字大浜に設置した。

## 交通
波止浜への街道が縦貫していた。